# Fernand Dumas
Fernand Dumas i Bach (Finestret ?, 1877 - ?, després del 1920) va ser un financer i mecenes nord-català.

## Biografia
Era besnet de Francesc Jaume Jaubert de Paçà per part de mare. Es dedicà a les finances i a la banca a Perpinyà i, com força altres inversos de la seva època, va ser seduït per les grans possibilitats que l'establiment dels primers ferrocarrils semblava oferir. Fou un dels promotors d'un projecte de via fèrria que havia de pujar al Canigó i impulsà el tren Renard, un vehicle articulat per transportar tant grans càrregues com passatgers per camins. Aquest es provà el 1907, però l'aventura acabà de mal borràs engolint una part de la fortuna d'en Fernand Dumas. D'ell fou també el primer automòbil que circulà per Finestret, i que l'artista Daniel de Monfreid (de qui n'administrava els béns) retratà el 1902 d'una forma força viva encara que dramàticament humorística.
El 1905 es casà amb Thérèse de Crozals i casa seva (la casa Morer de Finestret) esdevingué un lloc de trobada, per on passaren visitants il·lustres com André Maginot, ministre de la Guerra recordat per la línia Maginot. També la freqüentaren moltes figures locals de la pintura, l'escultura i la literatura, amb noms com Deodat de Severac, Daniel i Henry de Monfreid, Esteve Terrús. Dumas exercí el mecenatge d'altres diverses maneres, subvencionant la revista La Clavellina (1896-1902) o fent-se instal·lar a casa un forn on Lluís Bausil i Lluís Codet (amic de la pintora Marie Laurencin) feien ceràmica. Amb l'artista i també mecenes Gustave Fayet, amb qui era amic, fundà el 1920 i dirigí l'"Atelier de la Dauphiné", on s'elaboraven tapissos amb disseny de Fayet.